# Nyctiphanes capensis
Nyctiphanes capensis är en kräftdjursart som beskrevs av Hansen 1911. Nyctiphanes capensis ingår i släktet Nyctiphanes och familjen lysräkor. Inga underarter finns listade i Catalogue of Life.